# Ernest Pingoud
Ernest Pingoud (né le 14 octobre 1887 à Saint-Pétersbourg en Russie – mort à Helsinki le 1er juin 1942) est un compositeur finlandais d'origine alsacienne.

## Biographie

### Jeunesse
Ernest Pingoud est le fils du pasteur Guido Pingoud et d'Emelie Sesemann.
Son père est un descendant de Huguenots, sa mère est issue de la famille Sesemann d'origine allemande qui s'est installée depuis longtemps à Viipuri.
Ernest Pingoud passe ses années de lycée à Saint-Pétersbourg et ses vacances d'été en Finlande, à l'époque grand-duché uni à la couronne russe.
Pendant ses années d’école, Ernest Pingoud est l'élève des compositeurs russes Anton Rubinstein, Alexandre Glazounov et Nicolaï Rimski-Korsakov au conservatoire de Saint-Pétersbourg.
Il suit aussi des leçons privées avec Alexander Siloti, qui a fait connaissance de la famille en devenant le voisin de leur résidence d'été au Manoir de Tikkala près de Viipuri dans l'isthme de Carélie.
Après avoir obtenu son baccalauréat en 1906, il continue ses études musicales en Allemagne sous la direction du compositeur Max Reger et de Hugo Riemann.
Max Reger considère Ernest Pingoud comme l'un de ses élèves les plus talentueux.
Ernest Pingoud étudie aussi la philosophie, la littérature, ainsi que les mines et la métallurgie à Iéna, Munich, Bonn et Berlin.
Il prépare une thèse sur Goethe intitulée Der junge Goethe und die Romantik, dont la soutenance ne sera jamais approuvée car de nouvelles sources sont mises à jour a cette époque.
En 1908, alors qu'il est encore étudiant, Ernest Pingoud commence une carrière de correspondant musical pour la St. Petersburgische Zeitung.
Il tient ce poste jusqu'en 1911, puis contribue à des critiques de concert et d'opéra de Saint-Pétersbourg jusqu'en 1914.
En 1915, Ernest Pingoud fait son service militaire à Pori et en Ostrobotnie. Il s'installe définitivement en Finlande après la révolution de 1917.
De 1922 à 1924, Pingoud est professeur de musique à Turku, puis il est directeur de la société de concerts Fazer (fi) de 1924 à 1931, puis de 1935 à 1937.
De 1931 à 1933, il a sa propre société de concerts.
À partir de 1924, il est aussi intendant de l'orchestre municipal d'Helsinki.

### Carrière de compositeur
Entre 1918 et 1925, Ernest Pingoud organise six concerts de musique, entre autres à Helsinki, Berlin et Viipuri.
Avec Aarre Merikanto et Väinö Raitio, Pingoud est l'un des premiers compositeurs finlandais à écrire de la musique moderne au XXe siècle.
Il est intéressé par les motifs modernes et urbains, dont l’exemple le plus marquant est le ballet La face d'une grande ville.
Au sommet du modernisme, Pingoud compose Cinq sonnets pour orchestre de chambre, où il côtoie le style aphoristique d'Anton Webern.
Pingoud refuse à la fois l'atonalisme et le néoclassiscime.
Il compose aussi des foxtrots et des chansons populaires, comme la fleur d'asphalte une des mélodies finlandaises les plus populaires de l'époque, qui est rendue célèbre par Tuure Ara.
Ernest Pingoud se produit pour la première fois le 16 novembre 1918 à Helsinki. Son premier concert marque l'arrivée de l'esthétique musicale moderne en Finlande.
Le public est choqué par sa musique de façon comparable à la première représentation du Sacre du printemps d'Igor Stravinsky, à Paris, en 1913.
La grande créativité d'Ernest Pingoud dans les années 1920 est mise en évidence par le nombre important de représentations de ses œuvres.
Un second concert a lieu en février 1919, un troisième en mars 1920, un quatrième en février 1922, un cinquième en avril 1924 et un sixième en avril 1925, auxquels s'ajoutent les concerts couronnés de succès à Berlin en 1923 et à Viipuri en 1936.
Le concert de Berlin est la première de son troisième concerto pour piano, avec Leonid Kreutzer en solo, ainsi qu'Un chevalier sans peur et sans reproche, La première symphonie, Le prophète et Danse macabre. Die Zeit écrit alors : "Cet homme, l'un des jeunes les plus talentueux, demande sans aucun doute notre intérêt".
Pingoud se distingue comme un compositeur orchestral, élégant et sophistiqué, dont les œuvres sont dominées par une atmosphère mystique et fantastique. Il a composé plusieurs poèmes symphoniques orchestraux brillants, comme Prologue symphonique, La dernière aventure de Pierrot, le Concerto pour piano n°1, Confessions, et la Danse macabre qui rappellent Alexandre Scriabine, Richard Strauss et Claude Debussy.
En Finlande, l'hostilité à l'égard de sa musique se concrétise, par des qualitatifs comme futuriste, cubiste, ultra-moderniste ; la musique de Pingoud est même perçue par certains comme une forme de bolchevisme musical, même si elle rencontre une certaine reconnaissance.
Son rejet ouvert du nationalisme finlandais a peut-être contribué en partie à la réprobation qu'il rencontre,,.
Ernest Pingoud semble, dans une certaine mesure, déprimé par les préjugés qu'il subit.
En 1925, il cesse de composer pour l'orchestre. 
Son succès international le plus marquant est la direction du Prophète dirigé par Leopold Stokowski, le chef d'orchestre de renommée mondiale, à Philadelphie en 1926.
Malheureusement, l'opposition à sa musique résiste tout au long de sa carrière.
Ernest Pingoud se donne la mort en 1942 à Ruoholahti en se jetant sous un train.
Après sa mort, ses œuvres sont oubliées, mais on recommence de les éditer et de les produire en concert à partir des années 1990.
De nos jours, la musique de Pingoud retrouve ainsi de nouvelles chances de succès.

## Style
Ernest Pingoud préfère les compositions pour orchestre, en particulier pour les poèmes symphoniques, suivant ainsi l’exemple d'Alexandre Scriabine.
Ses trois concertos pour piano semblent davantage prendre modèle sur ceux de Franz Liszt et Sergei Rachmaninoff.
Bien que la concision de ses Cinq sonnets pour orchestre de chambre a été comparée aux premières œuvres de la seconde école de Vienne, son langage musical reste principalement tonal.
Il utilise abondamment l'accord mystique et l'échelle octatonique.

## Œuvres
- Prologue op. 4
- Confessions op. 5
- La dernière aventure de Pierrot op. 6
- Le fétiche op. 7
- 1er concerto pour piano et orchestre op. 8 (1917)
- Hymne à la nuit op. 9
- Danse macabre op. 10
- Cinq sonnets pour orchestre de chambre op. 11
- Un chevalier sans peur et sans reproche op. 12
- Mysterium op. 13
- Flambeaux éteints op. 14
- Chantecler op. 15
- Le sacrifice op. 17
- Symphonie No.1 op. 18 (1920)
- Symphonie No.2 op. 20 (1921)
- Le prophète op. 21
- Concerto pour piano et orchestre n°2 op. 22 (1921)
- Concerto pour piano et orchestre n°3 op. 23
- Symphonie No. 3 op. 27 (1923-27)
- Cor ardens (1927)
- Narcissous (1930)
- Le chant de l’espace (1931/38)
- La flamme éternelle (1936)
- La face d’une grande ville (1936/37)